# Galeria Kosmos
Galeria Kosmos – 3-kondygnacyjne centrum handlowo-rozrywkowe w Koszalinie (województwo zachodniopomorskie), oddane do użytku w maju 2009 roku.
Znajduje się w centrum miasta przy ulicy Okrzei 3, w bezpośrednim sąsiedztwie ulicy Zwycięstwa oraz dworca kolejowego. W centrum największym z lokali handlowych jest kręgielnia Mk Bowling. Galeria Kosmos zajmuje 8100 m² powierzchni. Obiekt posiada naziemny parking na 80 samochodów. Jest to najmłodsze centrum handlowe w Koszalinie.